# 161 TCN
Năm 161 TCN là một năm trong lịch Julius. 